# تكرار كمي
التكرار الكمي في الفيزياء الرياضية خاصية للحساب الكمي للأنظمة الميكانيكية الأصلية التي تتوقف على الظروف البدئية.